# تو خدایی
تو خدایی (لهستانی: Jesteś Bogiem) فیلمی لهستانی است که در سال ۲۰۱۲ منتشر شد و نخستین بار در جشنواره فیلم گدنیا به نمایش درآمد.

## گزیدهٔ بازیگران
- مارچین کووالچیک در نقش ماگیک
- داوید اوگروتنیک در نقش راهیم
- توماش شوخارت در نقش فوکوس
- آرکادیوش یاکوبیک
- کاتاژینا وایدا
- مارچین دوروچینسکی
- پشمیسواف بلوشچ
- ماوگوژاتا زایاژکوفسکا
- میلنا لیشتسکا
- هالینا بِدناش
- ماگدالنا کاتسپشاک
- پیوتر نواک